# A Woman's Wit (film 1910)
A Woman's Wit è un cortometraggio muto del 1910 diretto da Joseph A. Golden.
A inizio carriera, Stuart Holmes e Pearl White girarono insieme numerosi film. Questa, per la coppia, è la quarta pellicola.

## Trama
Grace, la figlia del giudice Brown, viene rapita da una banda di fuorilegge che vuole scambiarla con uno dei loro nelle mani della legge. La ragazza riuscirà a cavarsela mandando un messaggio che permetterà di rintracciare il nascondiglio dei banditi.

## Produzione
Il film fu prodotto dalla Powers Picture Plays.

## Distribuzione
Distribuito dalla Motion Picture Distributors and Sales Company, il film - un cortometraggio di una bobina - uscì nelle sale cinematografiche statunitensi il 15 ottobre 1910.